# نينا رومانو
نينا رومانو (بالإنجليزية: Nina Romano)‏ هي ممثلة أمريكية، ولدت في 18 أكتوبر 1901 في سالم في الولايات المتحدة، وتوفيت في 15 أكتوبر 1966 في لوس أنجلوس في الولايات المتحدة.

## وصلات خارجية
- نينا رومانو على موقع IMDb (الإنجليزية)
- نينا رومانو على موقع قاعدة بيانات برودواي على الإنترنت (الإنجليزية)
- نينا رومانو على موقع قاعدة بيانات الفيلم (الإنجليزية)